# Louis Diercxsens
Louis Jean Marie Corneille Diercxsens (Antwerpen, 28 september 1898 - 21 april 1992) was een Belgisch hockeyer.

## Levensloop
Diercxsens was aangesloten bij Royal Beerschot THC. Daarnaast was hij actief bij het Belgisch hockeyteam. In deze hoedanigheid nam hij onder meer deel aan de Olympische Zomerspelen van 1920 en 1928. In 1920 behaalde hij er brons met de nationale ploeg. Hij verzamelde in totaal 36 caps.
Ook was hij ook actief als tennisser. Zo betwiste hij ooit een serie B-dubbeltennisfinale tegen Paul-Henri Spaak.
Diercxsens was voorzitter van de Koninklijke Belgische Hockey Bond (KBHB) van 1946 tot 1959.